# Wereldkampioenschap superbike van Kyalami 2010
Het wereldkampioenschap superbike van Kyalami 2010 was de zesde ronde van het wereldkampioenschap superbike en het wereldkampioenschap Supersport 2010. De races werden verreden op 16 mei 2010 op het Circuit Kyalami nabij Midrand, Zuid-Afrika.

## Superbike

### Race 1
| Pos | Nr  | Rijder           | Constructeur | Rondes | Tijd        | Grid | Punten |
| --- | --- | ---------------- | ------------ | ------ | ----------- | ---- | ------ |
| 1   | 84  | Michel Fabrizio  | Ducati       | 24     | 39:48.343   | 4    | 25     |
| 2   | 7   | Carlos Checa     | Ducati       | 24     | +1.098      | 3    | 20     |
| 3   | 91  | Leon Haslam      | Suzuki       | 24     | +5.049      | 5    | 16     |
| 4   | 3   | Max Biaggi       | Aprilia      | 24     | +6.974      | 7    | 13     |
| 5   | 65  | Jonathan Rea     | Honda        | 24     | +13.710     | 11   | 11     |
| 6   | 2   | Leon Camier      | Aprilia      | 24     | +13.848     | 8    | 10     |
| 7   | 52  | James Toseland   | Yamaha       | 24     | +16.064     | 2    | 9      |
| 8   | 35  | Cal Crutchlow    | Yamaha       | 24     | +16.231     | 1    | 8      |
| 9   | 96  | Jakub Smrž       | Ducati       | 24     | +16.580     | 6    | 7      |
| 10  | 50  | Sylvain Guintoli | Suzuki       | 24     | +23.100     | 10   | 6      |
| 11  | 99  | Luca Scassa      | Ducati       | 24     | +24.561     | 9    | 5      |
| 12  | 11  | Troy Corser      | BMW          | 24     | +25.504     | 13   | 4      |
| 13  | 71  | Sheridan Morais  | Aprilia      | 24     | +27.073     | 14   | 3      |
| 14  | 111 | Rubén Xaus       | BMW          | 24     | +27.273     | 15   | 2      |
| 15  | 67  | Shane Byrne      | Ducati       | 24     | +30.692     | 18   | 1      |
| 16  | 66  | Tom Sykes        | Kawasaki     | 24     | +34.008     | 12   |        |
| 17  | 41  | Noriyuki Haga    | Ducati       | 24     | +35.948     | 16   |        |
| 18  | 77  | Chris Vermeulen  | Kawasaki     | 24     | +44.030     | 19   |        |
| 19  | 76  | Max Neukirchner  | Honda        | 24     | +48.382     | 17   |        |
| DNF | 95  | Roger Lee Hayden | Kawasaki     | 13     | Uitgevallen | 21   |        |
| DNF | 23  | Broc Parkes      | Honda        | 11     | Ongeluk     | 20   |        |
| DNF | 15  | Matteo Baiocco   | Kawasaki     | 6      | Uitgevallen | 22   |        |

### Race 2
| Pos | Nr  | Rijder           | Constructeur | Rondes | Tijd        | Grid | Punten |
| --- | --- | ---------------- | ------------ | ------ | ----------- | ---- | ------ |
| 1   | 91  | Leon Haslam      | Suzuki       | 24     | 39:52.870   | 5    | 25     |
| 2   | 65  | Jonathan Rea     | Honda        | 24     | +0.522      | 11   | 20     |
| 3   | 3   | Max Biaggi       | Aprilia      | 24     | +0.601      | 7    | 16     |
| 4   | 35  | Cal Crutchlow    | Yamaha       | 24     | +0.991      | 1    | 13     |
| 5   | 7   | Carlos Checa     | Ducati       | 24     | +1.479      | 3    | 11     |
| 6   | 52  | James Toseland   | Yamaha       | 24     | +13.324     | 2    | 10     |
| 7   | 11  | Troy Corser      | BMW          | 24     | +13.740     | 13   | 9      |
| 8   | 84  | Michel Fabrizio  | Ducati       | 24     | +14.250     | 4    | 8      |
| 9   | 96  | Jakub Smrž       | Ducati       | 24     | +15.190     | 6    | 7      |
| 10  | 41  | Noriyuki Haga    | Ducati       | 24     | +16.790     | 16   | 6      |
| 11  | 111 | Rubén Xaus       | BMW          | 24     | +21.101     | 15   | 5      |
| 12  | 99  | Luca Scassa      | Ducati       | 24     | +22.670     | 9    | 4      |
| 13  | 67  | Shane Byrne      | Ducati       | 24     | +24.506     | 18   | 3      |
| 14  | 66  | Tom Sykes        | Kawasaki     | 24     | +31.301     | 12   | 2      |
| 15  | 50  | Sylvain Guintoli | Suzuki       | 24     | +31.836     | 10   | 1      |
| 16  | 77  | Chris Vermeulen  | Kawasaki     | 24     | +33.710     | 19   |        |
| 17  | 76  | Max Neukirchner  | Honda        | 24     | +35.203     | 17   |        |
| 18  | 23  | Broc Parkes      | Honda        | 24     | +55.929     | 20   |        |
| 19  | 95  | Roger Lee Hayden | Kawasaki     | 24     | +56.074     | 21   |        |
| 20  | 15  | Matteo Baiocco   | Kawasaki     | 24     | +1:08.481   | 22   |        |
| DNF | 2   | Leon Camier      | Aprilia      | 17     | Uitgevallen | 8    |        |
| DNF | 71  | Sheridan Morais  | Aprilia      | 10     | Ongeluk     | 14   |        |

## Supersport
| Pos | Nr  | Rijder            | Constructeur | Rondes | Tijd        | Grid | Punten |
| --- | --- | ----------------- | ------------ | ------ | ----------- | ---- | ------ |
| 1   | 50  | Eugene Laverty    | Honda        | 23     | 39:13.215   | 1    | 25     |
| 2   | 54  | Kenan Sofuoğlu    | Honda        | 23     | +4.184      | 2    | 20     |
| 3   | 7   | Chaz Davies       | Triumph      | 23     | +9.609      | 6    | 16     |
| 4   | 51  | Michele Pirro     | Honda        | 23     | +12.912     | 3    | 13     |
| 5   | 26  | Joan Lascorz      | Kawasaki     | 23     | +23.383     | 8    | 11     |
| 6   | 14  | Matthieu Lagrive  | Triumph      | 23     | +25.252     | 5    | 10     |
| 7   | 25  | David Salom       | Triumph      | 23     | +25.315     | 9    | 9      |
| 8   | 127 | Robbin Harms      | Honda        | 23     | +27.087     | 10   | 8      |
| 9   | 4   | Gino Rea          | Honda        | 23     | +32.358     | 12   | 7      |
| 10  | 117 | Miguel Praia      | Honda        | 23     | +32.476     | 15   | 6      |
| 11  | 38  | Lance Isaacs      | Honda        | 23     | +35.347     | 11   | 5      |
| 12  | 37  | Katsuaki Fujiwara | Kawasaki     | 23     | +36.882     | 4    | 4      |
| 13  | 5   | Alexander Lundh   | Honda        | 23     | +48.961     | 18   | 3      |
| 14  | 8   | Bastien Chesaux   | Honda        | 23     | +1:06.978   | 16   | 2      |
| 15  | 19  | Andrea Boscoscuro | Honda        | 23     | +1:29.261   | 17   | 1      |
| DNF | 9   | Danilo Dell'Omo   | Honda        | 21     | Uitgevallen | 19   |        |
| DNF | 40  | Jason DiSalvo     | Triumph      | 20     | Uitgevallen | 14   |        |
| DNF | 55  | Massimo Roccoli   | Honda        | 13     | Ongeluk     | 7    |        |
| DNF | 99  | Fabien Foret      | Kawasaki     | 9      | Ongeluk     | 13   |        |
| DNF | 43  | Jacques Peskens   | Honda        | 9      | Uitgevallen | 20   |        |
| DNS | 34  | Ronan Quarmby     | Honda        | 0      | Blessure    |      |        |

## Tussenstanden na wedstrijd

### Superbike
| Pos | Nr | Rijder         | Team    | Punten |
| --- | -- | -------------- | ------- | ------ |
| 1   | 91 | Leon Haslam    | Suzuki  | 222    |
| 2   | 3  | Max Biaggi     | Aprilia | 207    |
| 3   | 65 | Jonathan Rea   | Honda   | 141    |
| 4   | 7  | Carlos Checa   | Ducati  | 141    |
| 5   | 52 | James Toseland | Yamaha  | 125    |

### Supersport
| Pos | Nr | Rijder         | Team     | Punten |
| --- | -- | -------------- | -------- | ------ |
| 1   | 54 | Kenan Sofuoğlu | Honda    | 117    |
| 2   | 50 | Eugene Laverty | Honda    | 116    |
| 3   | 26 | Joan Lascorz   | Kawasaki | 112    |
| 4   | 7  | Chaz Davies    | Triumph  | 71     |
| 5   | 25 | David Salom    | Triumph  | 49     |

1998 · 1999 · 2000 · 2001 · 2002 · 2009 · 2010